# マラカンド野戦軍物語
『マラカンド野戦軍物語』（マラカンドやせんぐんものがたり、英語:The Story of the Malakand Field Force）は、後に英国の首相となるウィンストン・チャーチルがイギリス領インドに勤務している際に書き記した体験記。
この本はチャーチルの処女作となり、執筆には多くの時間がかけられた。1898年3月にロンドンにて出版され、その内容から好評を博した。時の首相、ソールズベリー侯爵もこの本を読み、チャーチルとの面会を求めた。面会の中でソールズベリー侯爵はこの本を「現地から送られる公式の報告書よりも得るものが大きかった。」と評している。